# 贝力克柯湖
贝力克柯湖是一个位于中国新疆维吾尔族自治区若羌县的湖泊，面积约为22平方千米。